# Ковш (рабочий орган)

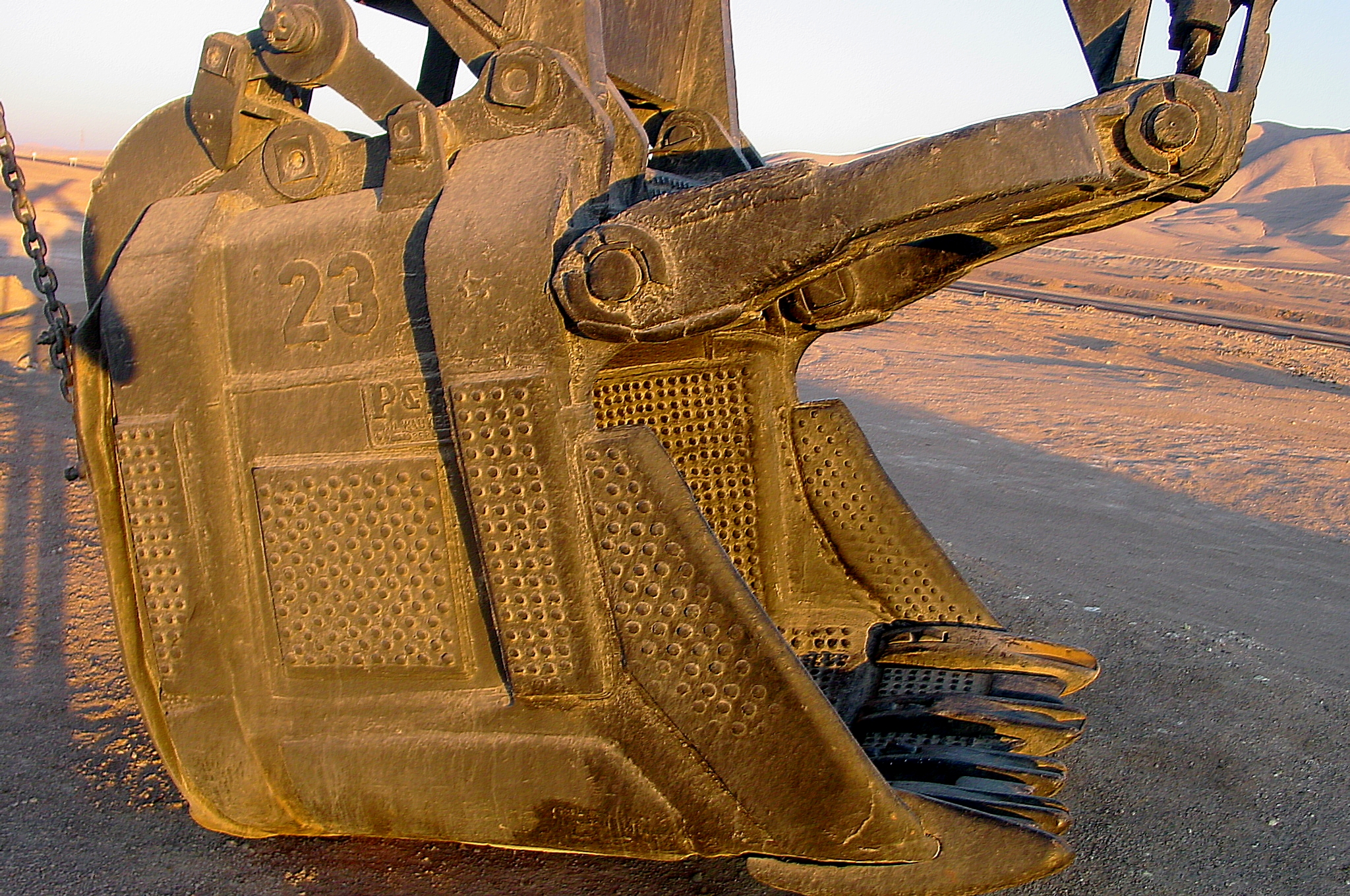
Ковш экскаватора прямая лопата.

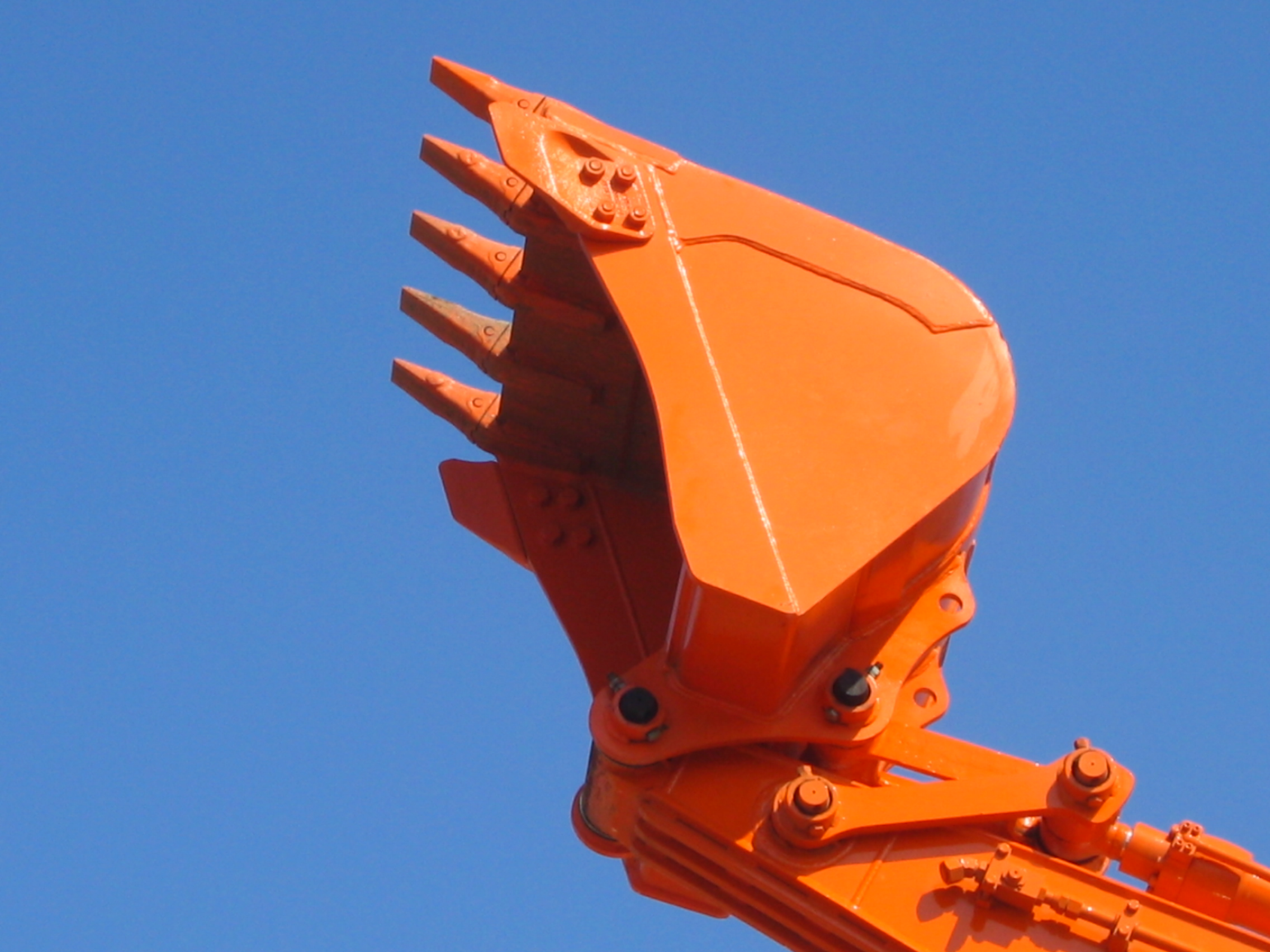
Ковш экскаватора обратная лопата.

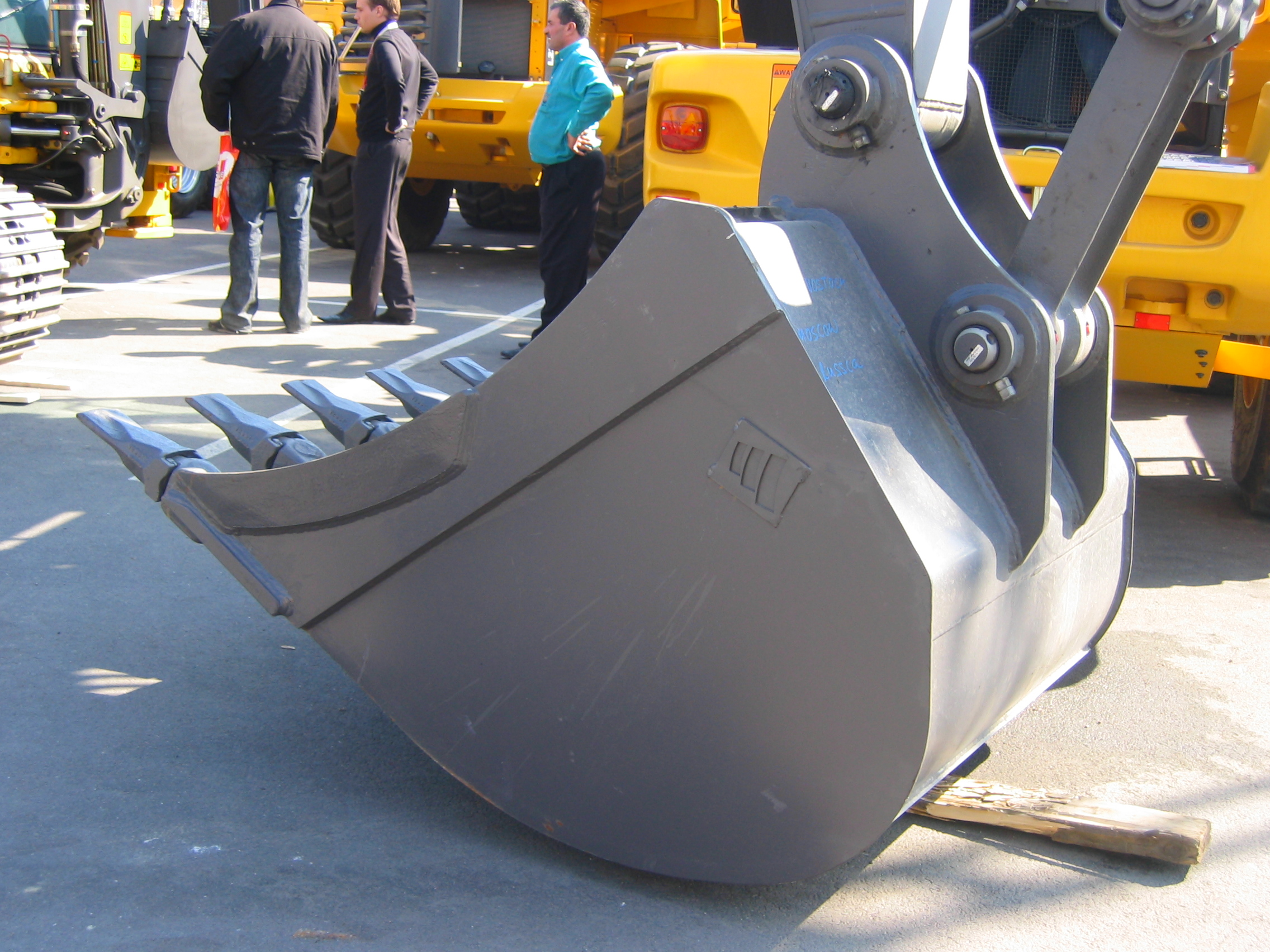
Ковш одноковшового экскаватора.

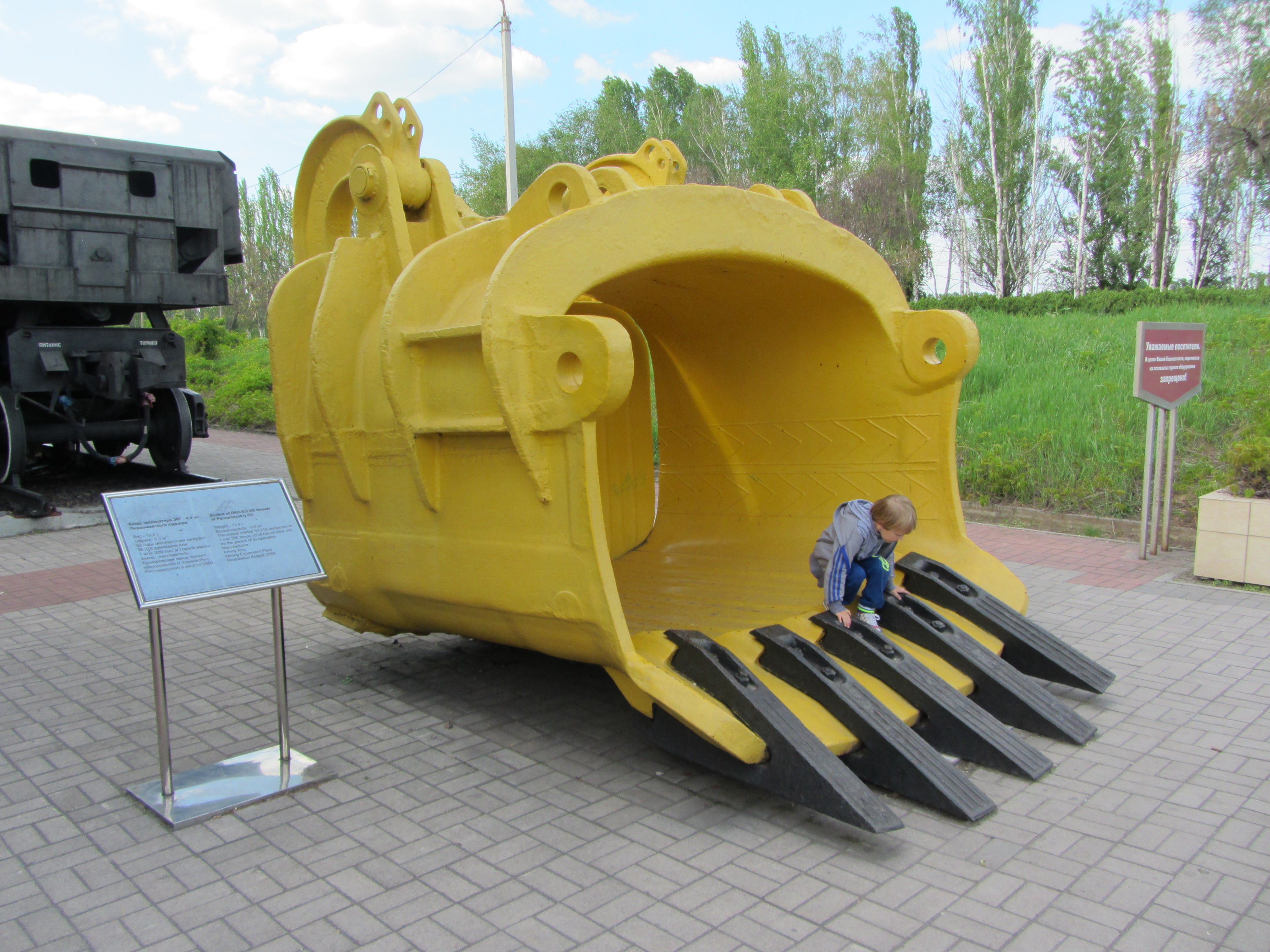
Ковш экскаватора ЭКГ-6,3 УС (Первомайский карьер, Кривбасс) в музее горной техники СевГОКа.

Ковш — рабочий орган экскаватора, драглайна, других землеройных машин, представляющий собою чашеобразную ёмкость, снабжённую зубьями, ножами и специальными приспособлениями для крепления.
Ковши экскаваторов имеют зубья, предназначенные для внедрения в грунт. Зубья ковша должны быть прочными, для обеспечения высокой износоустойчивости и сохранения длительного срока службы.

## Модификации
- Основной ковш

Используется для погрузки, перемещения и прочих работ с различными видами грузов — грунт, сыпучие материалы и пр. Также ковш используют как отвал для перемещения и разравнивания грунта. Обычно это сварная конструкция из листовой стали. К верхней части ковша прикреплена подножка.
- Карьерный ковш

Используется для погрузки штучных материалов.
- Экскаваторный ковш

Используется при проведении земляных работ в различных грунтах. Производятся в стандартном, усиленном и скальном исполнении.
- Экскаваторный траншейный ковш

Применяется для рытья траншей прямоугольного сечения в различных грунтах. Также используется при устройстве дренажных каналов, прокладки кабелей, трубопроводов и других коммуникаций.
- Трапециевидный ковш

Применяется для рытья траншей с наклонными стенками в различных грунтах.
- Планировочный ковш

Применяется для проведения планировочных работ. Производятся как горизонтальные планировочные ковши, так и наклонные планировочные ковши, с возможностью их наклона относительно линии горизонта.
- Ковш-рыхлитель

Применяется для разрыхления мёрзлых грунтов и вскрышных работ в тяжёлых грунтах. Представляет собой ковш, в середину которого «встроен» клык рыхлителя.
- Ковш скальный

Предназначен для работы на предварительно разрыхленных скальных грунтах, мерзлоте. Характеризуется высокой износостойкостью, увеличенной прочностью конструкции. Оснащается наварной защитой днища и коронками повышенной износостойкости.
- Ковш решётчатый (скелетный)

Применяются для погрузки и просеивания различных пород и материалов.